# جغد انباری
جغد انباری یا جغد سفید (نام علمی: Tyto alba) بیشترین گستردگی را میان جغدها دارا می‌باشد و میزان گستردگی آن در میان سایر پرندگان نیز مثال‌زدنی است. این خانواده در کنار جغدان راستین (Strigidae) یکی از دو خانوادهٔ اصلی جغدها را تشکیل می‌دهد.
جغد انباری به جز از قطب و بیابانها تقریباً در همه‌جا یافت می‌شود که از آن جمله می‌توان به کمربند آلپاید، بخش‌های اعظم اندونزی و جزایر اقیانوس آرام اشاره کرد. نام‌های دیگری نیز بر حسب ظاهر، محل سکونت و پرواز ساکت و ترسناک این پرنده بر آن نهاده شده است. نام علمی این پرنده که توسط جووانی آنتونیو اسکپولی در سال ۱۷۶۹ انتخاب شد، به معنی جغد سفید است.
جغد انباری در ایران پرنده‌ای بسیار کمیاب است. در ۳۰ مهر ۱۴۰۰ برای نخستین بار یک جغد انباری در منطقهٔ بوکان در استان آذربایجان غربی مشاهده شد. این پرنده که دچار آسیب‌دیدگی از ناحیهٔ بال شده و توانایی پرواز نداشت در روستای مُلالَر در بخش سیمینهٔ شهرستان بوکان توسط یکی از اهالی روستا مشاهده و به ادارهٔ محیط زیست این شهرستان تحویل داده‌شد.وهمچنین در تاریخ ۱۴ خرداد ۱۴۰۲ یک جغد انبار زخمی در تأسیسات آب و فاضلاب روستای بهلکه شیخ موسی از توابع شهرستان آق‌قلا توسط مهندس کنترل کیفی آب پیدا شد و تحویل اداره محیط زیست شهرستان آق‌قلا داده شد و برای انجام معالجه به گرگان فرستاده شد.

## توصیف

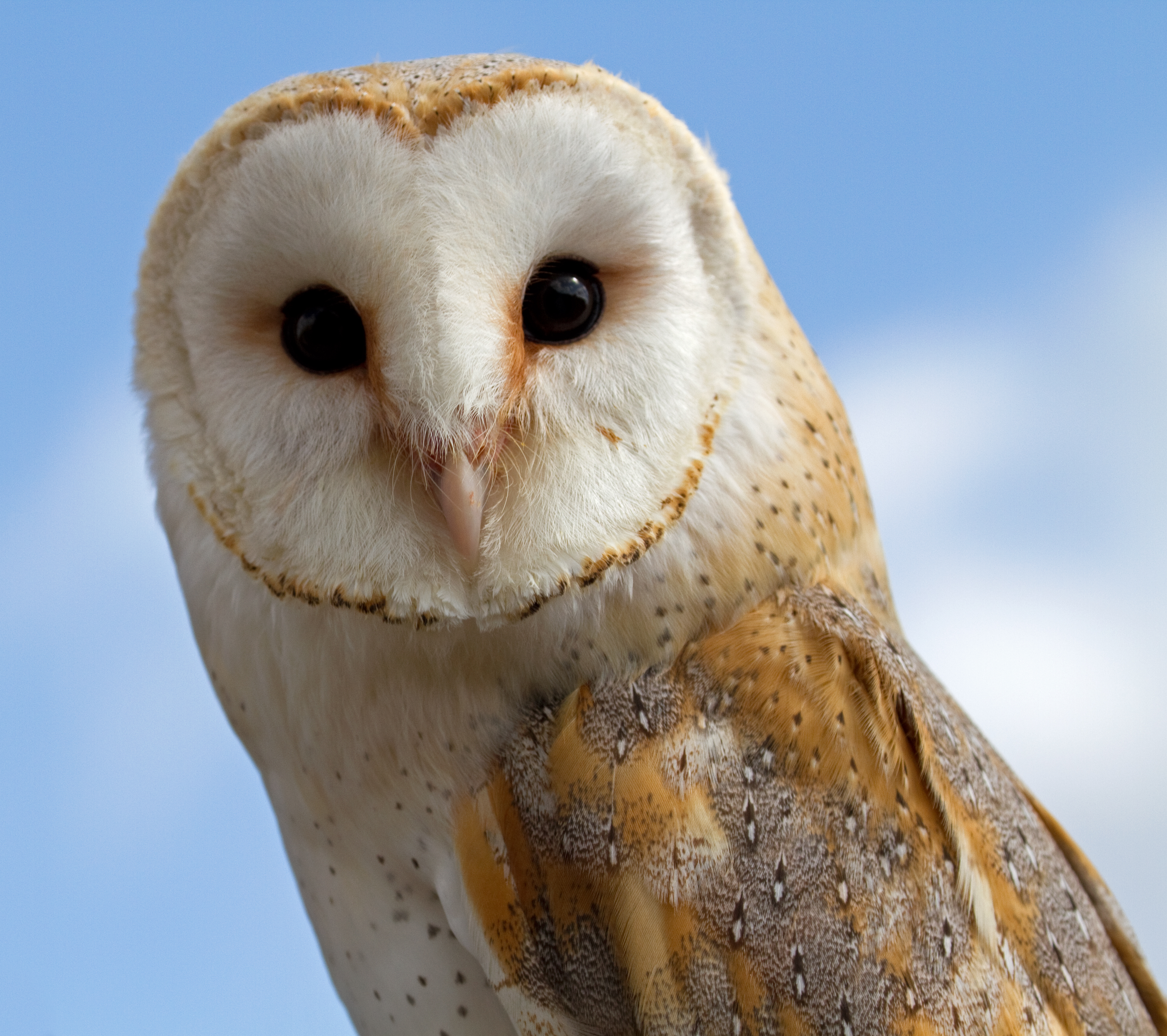
جغد انباری ماده

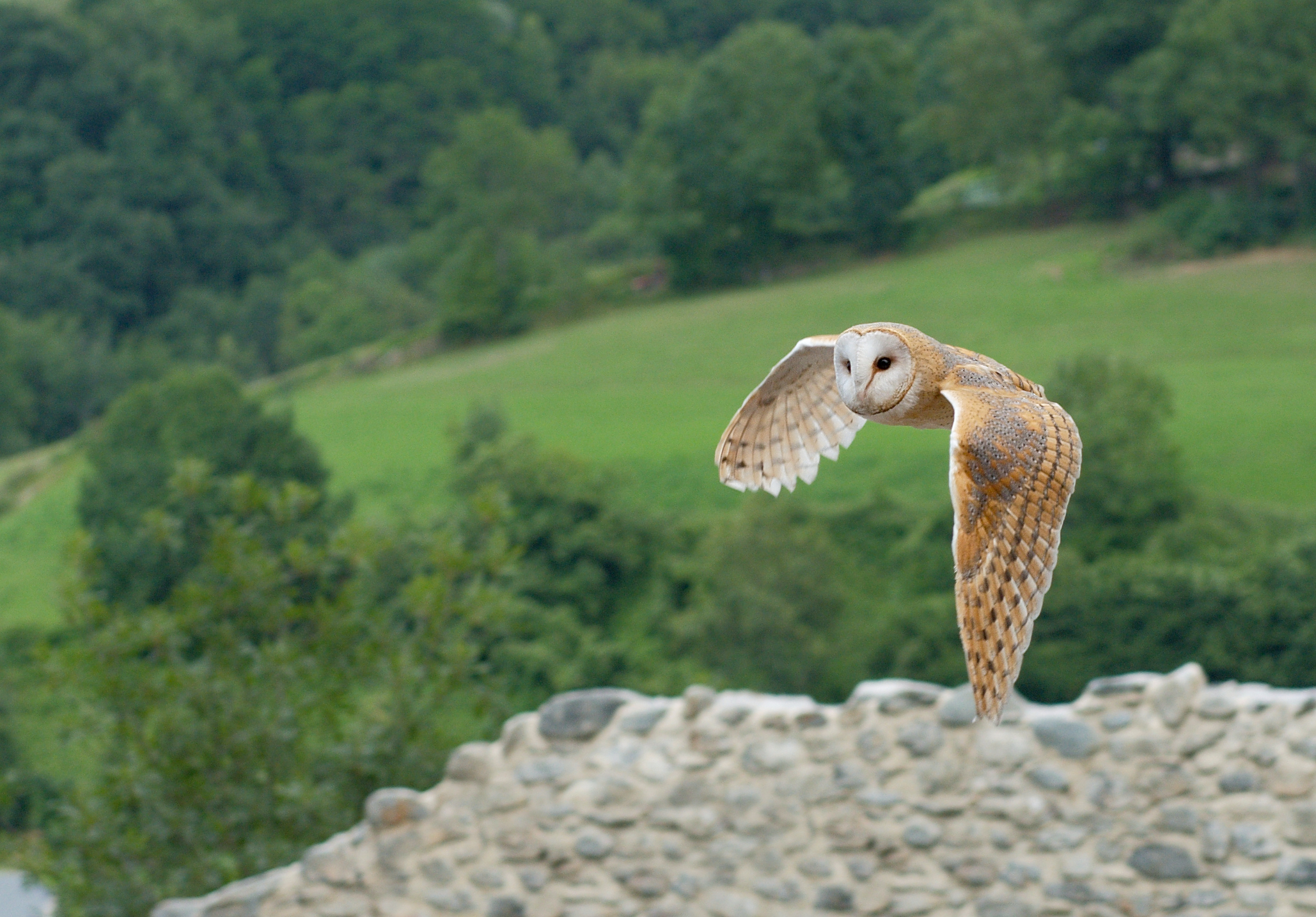
جغد انباری بالغ درحال پرواز

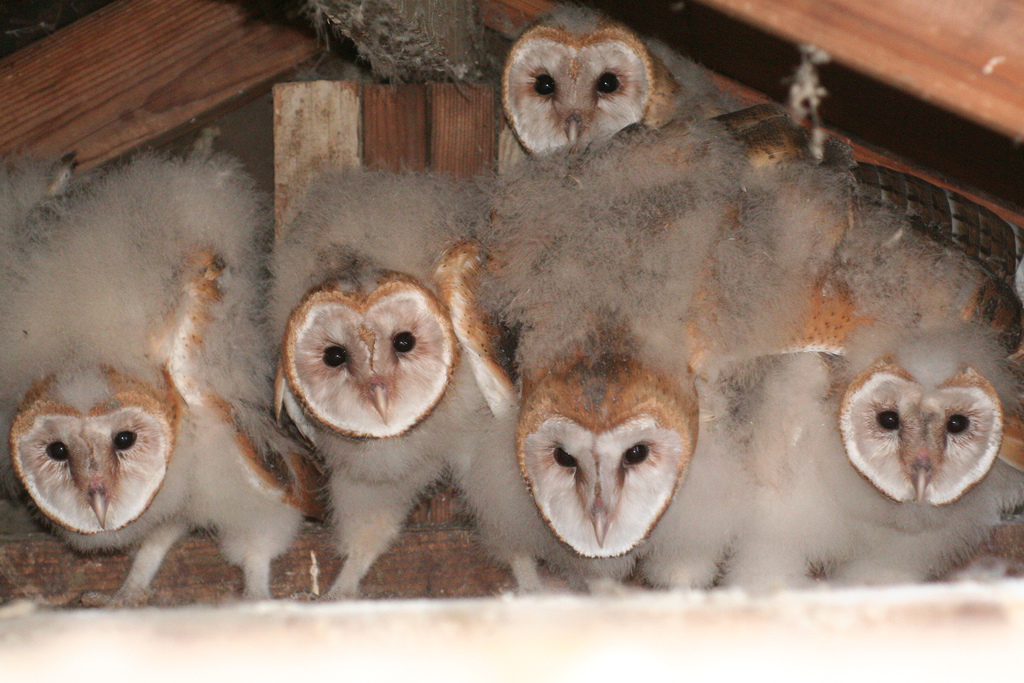
جوجه‌ها پیش از ریزش کرک

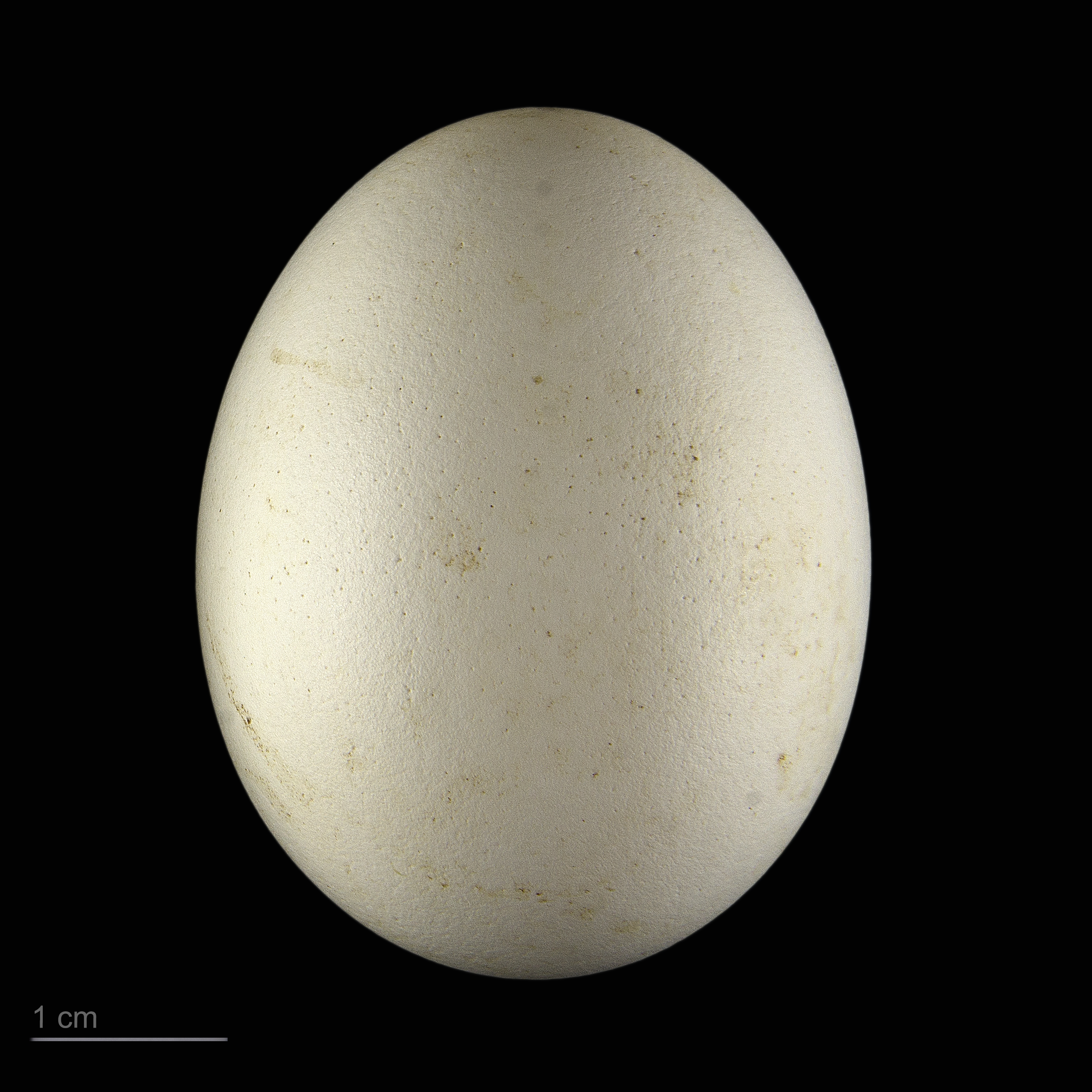
Tyto alba guttata

جغد انباری، جغدی است درازپا، با بال‌های گسترده، رنگ روشن و دم تقریباً مربعی. بسته به زیرگونه، طول آن ۲۵ تا ۴۵ سانتی‌متر و پهنای بال آن ۷۵ تا ۱۰۰ سانتی‌متر است. به هنگام پرواز می‌توان آن‌ها را از روی حرکات موجی و پاهای پوشیده از پر آویزان، از جغدهای عادی متمایز دانست.